# Деменция
Деме́нция (лат. dementia — безумие) — приобретённое слабоумие, стойкое снижение познавательной деятельности с утратой в той или иной степени ранее усвоенных знаний и практических навыков и затруднением или невозможностью приобретения новых. В отличие от умственной отсталости (ранее — олигофрении), представляющей собой недоразвитие психики, деменция — это распад психических функций, происходящий в результате заболевания или повреждения головного мозга после завершения его созревания. Наиболее часто деменция наблюдается в старости (сени́льная деме́нция, от лат. senilis — старческий). В народе сенильная деменция носит название ста́рческий мара́зм. По данным ВОЗ, в 2015 году во всём мире насчитывалось более 46 миллионов людей с деменцией. В 2017 году это число увеличилось до 50 миллионов. Ежегодно регистрируются 7,7 миллиона новых случаев деменции, каждый из которых становится тяжким бременем для семей и систем здравоохранения. Ожидается, что это число увеличится до 131,5 млн к 2050 году.

## Классификация
По локализации выделяют:
- корковую — с преимущественным поражением коры головного мозга (болезнь Альцгеймера, лобно-височная лобарная дегенерация, алкогольная энцефалопатия);
- подкорковую — с преимущественным поражением подкорковых структур (прогрессирующий надъядерный паралич, болезнь Хантингтона, болезнь Паркинсона, мультиинфарктная деменция (поражение белого вещества));
- корково-подкорковую (болезнь с тельцами Леви, кортикобазальная дегенерация, сосудистая деменция);
- мультифокальную — с множественными очаговыми поражениями (болезнь Крейтцфельдта — Якоба).

## Заболевания, которые могут сопровождаться деменцией
Перечень заболеваний, которые могут сопровождаться деменцией:
- болезнь Альцгеймера (50—60 % всех случаев деменции);
- сосудистая (мультиинфарктная) деменция (10—20 %);
- алкоголизм (10—20 %);
- внутричерепные объёмные процессы — опухоли, субдуральные гематомы и мозговые абсцессы (10—20 %);
- аноксия, черепно-мозговая травма (10—20 %);
- нормотензивная гидроцефалия (10—20 %);
- болезнь Паркинсона (1 %);
- хорея Хантингтона (1 %);
- прогрессирующий супрануклеарный паралич (1 %);
- болезнь Пика (1 %);
- боковой амиотрофический склероз;
- спиноцеребеллярная атаксия;
- офтальмоплегия в сочетании с метахроматической лейкодистрофией (взрослая форма);
- болезнь Галлервордена — Шпатца;

### Инфекции
- Болезнь Крейтцфельдта — Якоба (1—5 %),
- СПИД (примерно 1 %),
- вирусные энцефалиты,
- прогрессирующая мультифокальная лейкоэнцефалопатия,
- нейросифилис,
- болезнь Бехчета,
- хронические бактериальные и грибковые менингиты,
- COVID-19[7].

### Дефицитные состояния
- синдром Гайе — Вернике — Корсакова — недостаточность тиамина (1—5 %),
- недостаточность витамина В12,
- недостаточность фолиевой кислоты,
- недостаточность витамина В3, пеллагра.

### Метаболические нарушения
- диализная деменция,
- гипо- и гиперфункция щитовидной железы,
- тяжёлая почечная недостаточность,
- синдром Кушинга,
- печёночная недостаточность,
- болезни паращитовидных желез,
- системная красная волчанка и другие коллагеновые болезни, сопровождающиеся церебральными васкулитами,
- рассеянный склероз,
- болезнь Уиппла.

## Критерии
1. Нарушение кратковременной и долговременной памяти (по данным психиатрического интервью, субъективного и объективного анамнезов, нейро- и патопсихологической диагностики).
2. По меньшей мере, одно из следующего:
  - Нарушение абстрактного мышления
  - Нарушение критики, обнаруживаемое как неспособность строить реальные планы в отношении окружающих, родственников и вопросов, связанных с работой
  - Нейропсихологические симптомы и синдромы: афазия, апраксия, агнозия («три А»), а также нарушение оптико-пространственных функций и конструктивной деятельности.
  - Личностные изменения.
3. Социальная дезадаптация в семье и на работе.
4. Отсутствие проявлений делирия в период деменции.
5. Наличие органического фактора в истории болезни (по результатам лабораторных исследований, анализов и т. п.).

## Степени тяжести деменции
1. Лёгкая. Хотя работа и социальная деятельность существенно нарушены, способность к самостоятельной жизни сохраняется, с соблюдением правил личной гигиены и относительной сохранностью критики.
2. Умеренная. Предоставлять больного самому себе рискованно, требуется определённый надзор.
3. Тяжёлая. Повседневная деятельность настолько нарушена, что требуется постоянный надзор (например, больной не в состоянии выполнять правила личной гигиены, не понимает, что ему говорят, и сам не говорит). Чаще всего жизнь с человеком, страдающим тяжёлой деменцией, крайне тяжела — у большинства из них полностью пропадают сострадание и интерес к близким, часты проявления агрессии[8].

## Типы деменций

### Основная классификация деменций позднего возраста
1. Сосудистые деменции (церебральный атеросклероз).
2. Атрофические деменции (болезнь Альцгеймера, болезнь Пика).
3. Смешанные.

### Синдромальная классификация
- Лакунарная (чаще всего дисмнестическая) деменция. Больше всего страдает память: прогрессирующая и фиксационная амнезия. Больные могут компенсировать свой дефект, записывая важное на бумаге и т. п. Эмоционально-личностная сфера страдает негрубо: ядро личности не затрагивается, возможны сентиментальность, слезливость и эмоциональная лабильность. Пример: начальные стадии болезни Альцгеймера (см. ниже).
- Глобарная деменция. Грубые нарушения как в познавательной сфере (патология памяти, нарушения абстрактного мышления, произвольного внимания и восприятия) и личности (расстройства нравственности: исчезают чувства долга, деликатность, корректность, вежливость, стыдливость; разрушается ядро личности). Причины: локальные атрофические и сосудистые поражения лобных долей мозга. Пример: болезнь Пика (см. ниже).

## Сосудистые деменции
Классический и наиболее часто встречающийся вариант — атеросклероз сосудов головного мозга. На разных стадиях развития заболевания симптоматика различается.
Начальная стадия. Преобладают неврозоподобные расстройства (слабость, вялость, утомляемость, раздражительность), головные боли, нарушения сна. Появляется рассеянность, дефекты внимания. Появляются аффективные нарушения в виде депрессивных переживаний, недержание аффекта, «слабодушие», эмоциональная лабильность. Заострение черт личности.
На следующих этапах более отчётливыми становятся нарушения памяти (на текущие события, имена, даты), которые могут приобрести более грубые формы: прогрессирующая и фиксационная амнезии, парамнезии, нарушения в ориентировке (синдром Корсакова). Мышление теряет гибкость, становится ригидным, снижается мотивационный компонент мышления.
Таким образом, формируется частичная атеросклеротическая деменция по дисмнестическому типу, то есть с преобладанием расстройств памяти.
Относительно редко при церебральном атеросклерозе возникают острые или подострые психозы, чаще в ночное время, в виде делирия с нарушением сознания, бредом и галлюцинациями. Нередко могут возникать хронические бредовые психозы, чаще с параноидальным бредом.

## Атрофические деменции

### Болезнь Альцгеймера
Это первичная дегенеративная деменция, сопровождающаяся неуклонным прогрессированием нарушения памяти, интеллектуальной деятельности и др. высших корковых функций и приводящая к тотальному слабоумию. Начинается, как правило, после 65 лет. Стадии:
- Инициальная стадия. Когнитивные нарушения. Мнестико-интеллектуальное снижение: забывчивость, затруднение в определении времени, ухудшение социальной, в том числе профессиональной, деятельности; нарастают явления фиксационной амнезии, нарушения ориентировки во времени и месте; нейропсихологические симптомы, в том числе афазия, апраксия, агнозия. Эмоционально-личностные нарушения: эгоцентризм, субдепрессивные реакции на собственную несостоятельность, бредовые расстройства. На этом этапе болезни Альцгеймера пациенты критически оценивают своё состояние и пытаются скорректировать нарастающую собственную несостоятельность.
- Стадия умеренной деменции. Височно-теменной нейропсихологический синдром; нарастает амнезия; количественно прогрессирует дезориентировка в месте и времени. Особенно грубо нарушаются функции интеллекта (выражено снижение уровня суждений, трудности в аналитико-синтетической деятельности), а также инструментальных его функций (речи, праксиса, гнозиса, оптико-пространственной деятельности). Интересы больных крайне ограничены, нужна постоянная поддержка, уход; не справляются с профессиональными обязанностями. Тем не менее, на этом этапе больные сохраняют основные личностные особенности, чувство собственной неполноценности и адекватное эмоциональное реагирование на болезнь.
- Стадия тяжелой деменции. Происходит полный распад памяти, фрагментарны представления о собственной личности. Теперь уже необходима тотальная поддержка (больные не могут соблюдать правила личной гигиены и т. п.). Агнозия достигает крайней степени (по затылочному и лобному типу одновременно). Распад речи чаще по типу тотальной сенсорной афазии.

### Болезнь Пика
Встречается реже болезни Альцгеймера, и среди заболевших больше женщин, чем мужчин. Патологический субстрат — изолированная атрофия коры в лобных, реже в лобно-височных отделах мозга. Основные характеристики:
- Изменения в эмоционально-личностной сфере: грубые расстройства личности, полностью отсутствует критика, поведение характеризуется пассивностью, аспонтанностью, импульсивностью; грубость, сквернословие, гиперсексуальность; нарушена оценка ситуации, отмечаются расстройства воли и влечений. Если для ранних стадий сосудистой деменции характерно заострение черт характера, то при болезни Пика происходит резкое изменение поведения вплоть до противоположного, ранее не характерного: вежливый становится грубым, ответственный и пунктуальный опаздывает на работу, не выполняет порученное.
- Изменения в когнитивной сфере: грубые нарушения мышления; автоматизированные навыки (счёт, письмо, профессиональные штампы и т. д.) сохраняются довольно долго. Расстройства памяти появляются значительно позже, чем изменения личности, и не столь грубо выражены, как при болезни Альцгеймера и сосудистой деменции. Системные персеверации в речи и праксисе больных. Речь с самого начала становится парадоксальной: многословие сочетается с трудностями подбора нужных слов.

Болезнь Пика — частный вид деменции лобного типа. К этому типу также относятся:
- дегенерация лобной доли,
- дегенерация моторных нейронов,
- лобно-височная деменция с паркинсонизмом.

## Связь деменции и потери слуха
Возможным фактором риска возникновения и развития деменции является нарушение слуха. Существует несколько гипотез, объясняющих связь потери слуха и деменции:
- Нарушение слуха влияет на увеличение когнитивной нагрузки на мозг: происходит перераспределение когнитивных ресурсов, на обработку звука слуховой системой затрачивается больше ресурсов за счёт других когнитивных процессов, таких как память.
- Нарушение слуха может стать причиной социальной изоляции, что может увеличить риск возникновения деменции.

Учёные считают, что риск деменции увеличивается с возрастом и возрастает в зависимости от степени потери слуха. В частности, исследователи полагают, что использование слухового аппарата может замедлить процесс снижения когнитивных функций и прогрессирование деменции за счёт снижения когнитивной нагрузки на мозг.

## Исследовательские факты
Одно из исследований, проведённое в 2013 году специалистами Института медицинских наук Низама в Индии, выявило, что использование двух языков может задержать развитие деменции. Анализ медицинских записей 648 случаев заболевания деменцией показал, что у тех, кто разговаривает на двух языках, деменция развивается в среднем на 4,5 года позже, чем у тех, кто разговаривает только на одном языке.
В последнее время появились исследования, свидетельствующие о некотором снижении процента страдающих деменцией в общем количестве пожилых людей в развитых странах. Так, если в 2000 году деменция в США была у 11,6 процента людей в возрасте после 65 лет, то в 2012 году таких стало намного меньше — 8,8 процента.
Существует 16 научных исследований, демонстрирующих эффект фосфатидилсерина на снижение симптомов деменции или нарушение когнитивных функций.
В мае 2003 года Управление по санитарному надзору за качеством пищевых продуктов и медикаментов США (FDA) одобрило так называемое «Заявление о пользе для здоровья» («Qualified health claim») в отношении фосфатидилсерина, что позволяет производителям на территории США указывать на этикетках, что «потребление фосфатидилсерина может снизить риск развития деменции и когнитивных нарушений у пожилых людей». Однако данное заявление пока должно сопровождаться оговоркой, что «весьма ограниченные и предварительные научные исследования показывают, что фосфатидилсерин может уменьшить риск когнитивной дисфункции у пожилых людей», поскольку Управление посчитало, что в научном сообществе всё ещё нет однозначного мнения по этой теме, а большинство исследований было сделано с использованием фосфатидилсерина, полученного из коровьего мозга, а не соевого фосфатидилсерина, который сейчас используется.